# Glauk
glauk, abgeleitet vom griechischen Adjektiv γλαυκός (glaukós) für ‚leuchtend‘, ‚helläugig‘ oder ‚bläulich‘, verweist in der Pflanzenmorphologie auf eine Epidermis, die
- wie bei einer Pflaume, mit einer feinen puderförmigen Schicht oder
- mit einer gräulich-weißen oder bläulich-weißen bis bläulich-grünen, dünnen Wachsschicht bedeckt ist.

## Nachweise